# 7e division d'infanterie (Australie)
Pour les articles homonymes, voir 7e division.
La 7e division d'infanterie australien est une division de l'armée australienne créé en 1940.

## Histoire
La 7e division est la deuxième à être créée au sein de la seconde force impériale australienne après le déclenchement de la Seconde Guerre mondiale. Le 4 avril 1940, le Major General John Lavarack est nommé comme commandant de l'unité. Elle comprend trois brigades d'infanterie : la 19e, la 20e et la 21e. La première est formée en Palestine et les deux autres en Australie. Toutefois, en juin 1940, la 19e division est remplacée par la 18e, alors postée au Royaume-Uni, où elle participe à la défense du territoire face à un potentiel débarquement allemand, au sein de la 6e division d'infanterie. Un mois plus tard, la 18e est à son tour remplacée par la 26e, toujours à l'entraînement en Australie. En octobre 1940, la division au complet est transférée au Moyen-Orient. En février 1941, un dernier turn-over intervient car les 20e et 26e brigades passent à la 9e division d'infanterie et sont remplacées par les 18e et 25e brigades.

### Moyen-Orient et Afrique du Nord

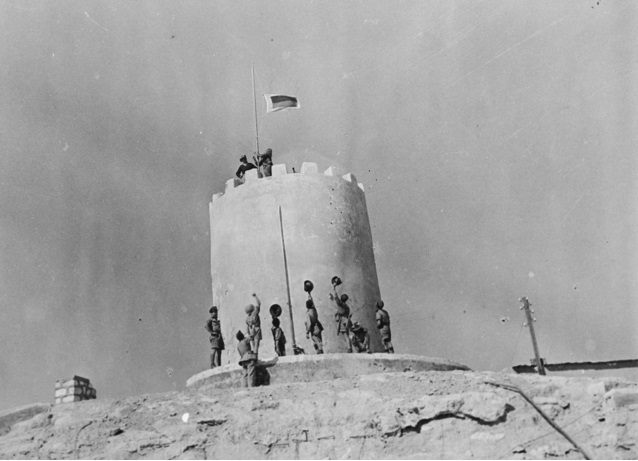
Soldats du 2/9th Battalion levant leurs couleurs sur une tour de Giarabub, tout juste prise aux Italiens.

A son arrivée au Moyen-Orient, la division s'entraîne en Palestine et en Égypte. Sa première action de guerre intervient quand la 18e brigade est envoyée prendre la position italienne de Giarabub alors assiégée. Le 21 mars, le 2/9th Battalion passe à l'attaque après plusieurs semaines de siège, soutenu par une compagnie du 2/10th et des mitrailleurs du 2/12th. Au prix de quinze morts et 71 blessés, les Australiens prennent la forteresse. En avril, la brigade est envoyée à Tobrouk, où elle participe au siège imposé par les Allemands, venus soutenir les Italiens en Afrique. A cette occasion, les pertes de la division sont de 135 tués, 507 blessés et 29 prisonniers.

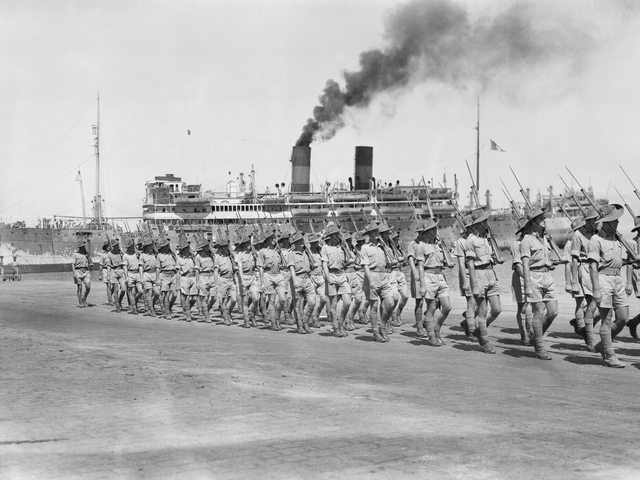
Soldats du 2/25th Battalion à Beyrouth en septembre 1941.

Dans le même tems, les autres unités de la division constituent l'ossature de la force alliée qui intervient au Liban et en Syrie, avec des unités britanniques, indiennes, françaises libres et tchécoslovaques. Ces deux mandats français sont alors tenus par le régime de Vichy. Le 8 juin 1941, les Australiens progressent le long de deux axes. La 21e brigade emprunte la route côtière depuis Tyr, franchissant le Litani et menant vers Sidon, tandis que la 25e brigade avance sur 50 kilomètres vers l'est de Metoula, entre Marjayoun et Jezzine. Cette première phase de l'opération se termine le 15 juin, quand les troupes vichystes contre-attaquent, reprenant Marjayoun et Fort Khiam. Le 21 juin, le 2/25th Battalion rentre dans Damas et reconquiert Fort Khiam et les villages environnants. Le 30 juin, les Australiens sont à nouveau à l'initiative et se concentre autour de Jezzine avant d'avancer sur Damour. Une fois la ville prise, la division continue vers Beyrouth qui tombe le 12 juillet.
A la mi-juillet, un armistice rentre en vigueur et la division remplit des fonctions d'occupation le long de la côte, autour de Tripoli. La 18e brigade rejoint la division en septembre, prend des positions défensives autour d'Alep et se prépare à une éventuelle invasion allemande depuis la Turquie.
Durant la campagne, deux membres de la division reçoivent la Victoria Cross. Le lieutenant Arthur Roden Cutler du 2/5th régiment de campagne, est récompensé pour son action à Mardjayoun et dans la région de Damour, où est il est gravement blessé. Le caporal Jim Gordon se voit aussi décerner la médaille. Au total, la division perd 305 tués, 796 blessés et 90 prisonniers.

### La Nouvelle-Guinée
En décembre 1941, un autre front s'ouvre en Asie. Après l'attaque de Pearl Harbor, les Japonais lancent une grande offensive qui menace l'Australie. De ce fait, les 6e et 7e division sont rappelées pour défendre le territoire national. Au début de l'année 1942, la division est transférée depuis la Syrie en Palestine. Le 30 janvier, les premiers éléments embarquent sur des navires de transport, dont l'USS Mount Vernon. Par le canal de Suez, la division rejoint l'Australie dans le cadre de l'opération Stepsister qui rassemble cinq convois. Les Britanniques demandent alors que l'unité soit envoyée en Birmanie pour freiner l'avancée japonaise sur Rangoon mais le gouvernement australien refuse.

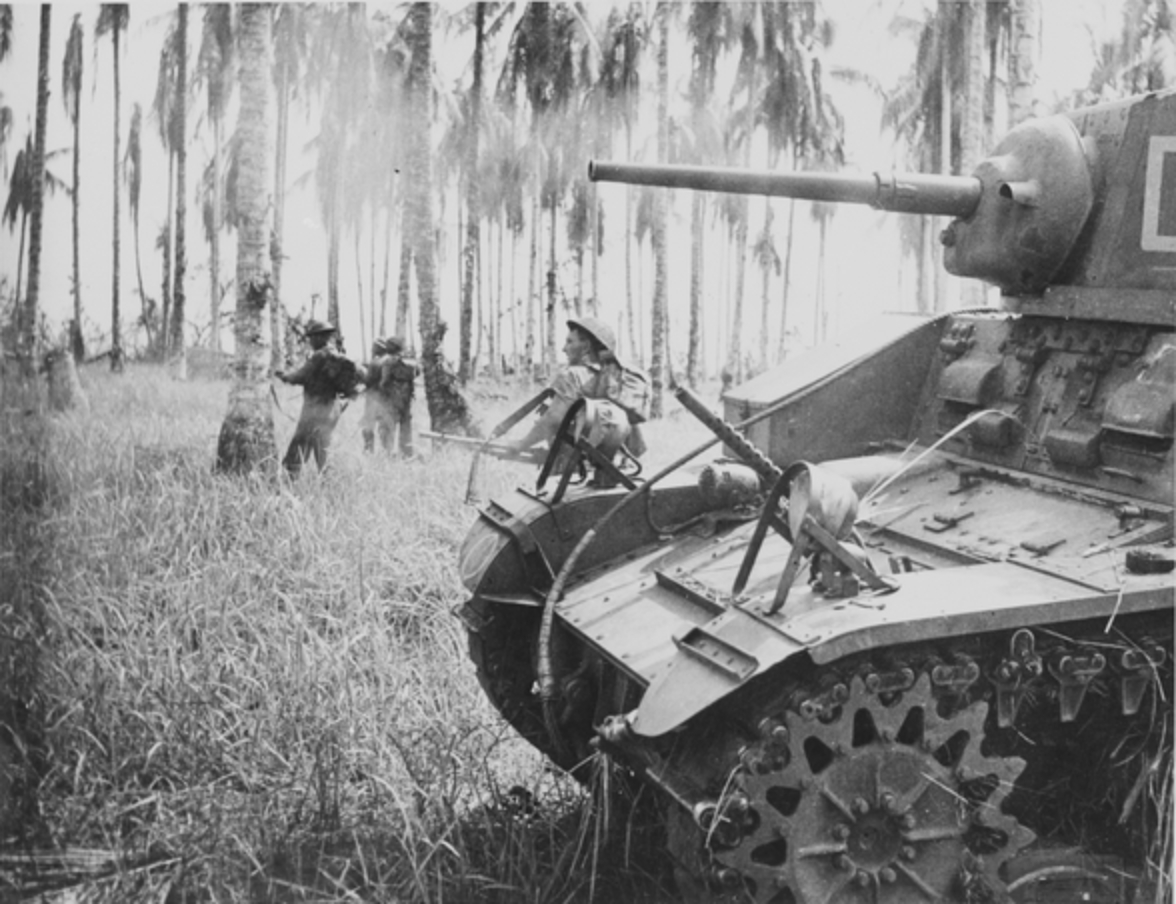
Des soldats du 2/12th Battalion, accompagnés de chars M3 Stuart, réduisent des positions ennemies lors de l'assaut sur Buna. La mitrailleuse pointée vers le haut, sur le blindé, sert à nettoyer les cimes des arbres des snipers qui pourraient s'y trouver.

Quelques éléments (des hommes du 2/3rd bataillon de mitrailleuses, du 2/2nd bataillon du génie et de la 2/6th compagnie et du transport médical) sont envoyés sur Java pour soutenir les troupes néerlandaises, sans grands résultats. Quatre sont tués et 206 sont faits prisonniers. Le reste de la division se dirige pour l'Australie, arrivant à Adelaide à la mi-mars 1942. Le mois suivant, la division part pour la Nouvelle-Galles du Sud, où les soldats jouissent d'un peu de repos, avant de rallier le Queensland. Ils participent à des travaux de défense et d'entraînement, dans la perspective éventuelle d'une invasion australienne. En août, alors que la situation s'aggrave en Nouvelle-Guinée, la décision est prise d'y déployer la division. La 21e brigade est déployée à Port Moresby pour soutenir les forces australiennes de réserve, dont le 39e bataillon, qui mènent des actions d'arrière-garde sur la piste Kokoda.
Dans le même temps, la 18e brigade du brigadier George Wootten est envoyée à Milne Bay. Avec la 7e brigade, une unité de la réserve, et soutenue par des avions de la Royal Australian Air Force ainsi qu'un régiment du génie américain, elle défend victorieusement l'aérodrome situé à l'extrême-est de la Papouasie. La bataille de Milne Bay est alors la première défaite d'importance d'une force terrestre japonaise au cours de la Seconde Guerre Mondiale. A cette occasion, le caporal John French est récompensé à titre posthume de la Victoria Cross et la division perd 126 tués et 182 blessés.

## Officiers commandants
| Date de début | Date de fin  | Officiers commandants             |
| ------------- | ------------ | --------------------------------- |
| février 1941  | juin 1941    | Major-général John Lavarack       |
| juin 1941     | octobre 1942 | Major-général Arthur Samuel Allen |
| octobre 1942  | juillet 1944 | Major-général George Alan Vasey   |
| juillet 1944  | août 1945    | Major-général Edward Milford      |

## Personnalités
- Moshe Dayan